# Attack Force
Pour plus de détails, voir Fiche technique et Distribution.
Attack Force est un film américano-britannico-roumain réalisé par Michael Keusch, sorti en 2006.

## Synopsis
Après avoir vu son équipe décimée, l'agent spécial Marshall Lawson se retrouve aux prises avec des malfrats qui ont mis en circulation une drogue donnant une force surhumaine à celui qui la consomme.

## Fiche technique
- Titre : Attack Force
- Réalisation : Michael Keusch
- Scénario : Steven Seagal et Joe Halpin
- Production : Binh Dang, Phillip B. Goldfine, Joe Halpin, Vlad Paunescu, Steven Seagal et Richard Turner
- Budget : 12 millions de dollars (8,80 millions d'euros)
- Musique : Barry Taylor
- Photographie : Sonja Rom
- Montage : Jonathan Brayley
- Décors : Cristian Corvin
- Direction artistique : Adrian Curelea
- Pays d'origine : Roumanie, Royaume-Uni, États-Unis
- Format : Couleurs - 1,85:1 - Dolby Digital - 35 mm
- Genre : Action, horreur, science-fiction
- Durée : 94 minutes
- Date de sortie : 5 décembre 2006 (Canada, États-Unis)
- Déconseillé aux moins de 16 ans.

## Distribution
- Steven Seagal : Marshall Lawson
- Lisa Lovbrand : Tia
- David Kennedy : Dwayne
- Matthew Chambers : Seth
- Danny Webb : Werner
- Andrew Bicknell : Robinson
- Adam Croasdell : Aroon
- Mark Dymond : Phil
- Del Synnott : Carl
- Cheryl Ko : l'aide de camp de l'amiral
- Tomi Cristin : l'ambassadeur
- Evelyne Armela O'Bami : Reina
- Emanuel Pârvu : le détective Lambert

## Autour du film
- Bien que l'action du film se situe à Paris et Bastia (que le scénario situe par erreur à quelques kilomètres de Bordeaux), le tournage s'est déroulé à Bucarest, en Roumanie[1].
- L'acteur Steven Seagal et le réalisateur Michael Keusch, qui avaient déjà travaillé ensemble sur Shadow Man (2006), recollaboreront dès l'année suivante sur Vol d'enfer.

## Bande originale
- Rave On The Black Sea, interprété par David Wurst
- Obsession, interprété par David Wurst